# Ron Clark (Lehrer)
Ron L. Clark, Jr. (* 24. Oktober 1971) ist ein US-amerikanischer Lehrer.
Clark unterrichtet seit 1995 an Schulen mit Kindern aus schwierigen Verhältnissen in North Carolina und Harlem, New York City. Er veröffentlichte bislang drei Werke zum Thema Erziehung; darunter das in 25 Sprachen übersetzte The Essential 55. Der im Jahr 2000 als Lehrer des Jahres durch Disney ausgezeichnete Clark gründete sieben Jahre später die „Ron Clark Academy“.
Basierend auf seiner Tätigkeit entstand 2006 der Fernsehfilm The Ron Clark Story, in dem er von Matthew Perry verkörpert wurde.

## Veröffentlichungen
- The Essential 55: An Award Winning Educator's Rules for Discovering the Successful Student in Every Child, ISBN 0-7868-8816-4
- The Excellent 11: Qualitites Teachers and Parents Use to Motivate, Inspire, and Educate Children, ISBN 1-4013-0803-1
- The End of Molasses Classes: Getting Our Kids Unstuck--101 Extraordinary Solutions for Parents and Teachers, ISBN 1-4516-3974-0